# Astrocaryum rodriguesii
Astrocaryum rodriguesii là loài thực vật có hoa thuộc họ Arecaceae. Loài này được Trail mô tả khoa học đầu tiên năm 1877.